# Bombeta de filament LED

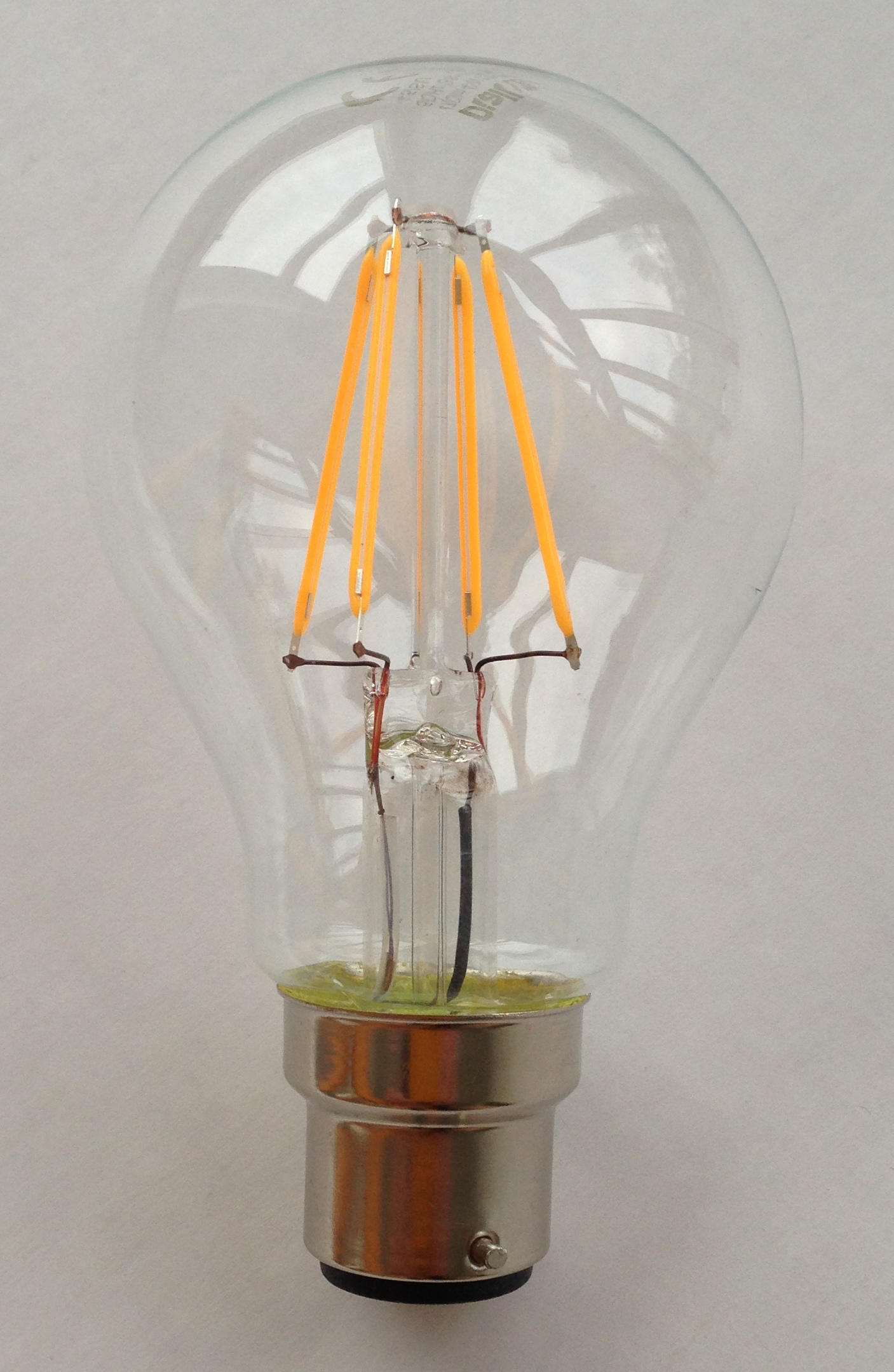
Bombeta LED de filament de 230 volts, amb base B22. Els filaments són visibles com les quatre línies verticals grogues.

Una bombeta de filament LED és una làmpada LED dissenyada per semblar-se a una bombeta incandescent tradicional amb filaments visibles amb finalitats estètiques i de distribució de la llum, però amb l'alta eficiència dels díodes emissors de llum (LED). Produeix la seva llum mitjançant filaments LED, que són cadenes de díodes connectades en sèrie que s'assemblen en aparença als filaments de les bombetes incandescents. Són substitucions directes de les bombetes incandescents convencionals transparents (o esmerilades), ja que estan fetes amb les mateixes formes de sobre, les mateixes bases que s'adapten als mateixos endolls i funcionen amb la mateixa tensió d'alimentació. Es poden utilitzar pel seu aspecte, similar quan s'encén a una bombeta incandescent clara, o pel seu ampli angle de distribució de la llum, normalment de 300°. També són més eficients que moltes altres làmpades LED.

## Història

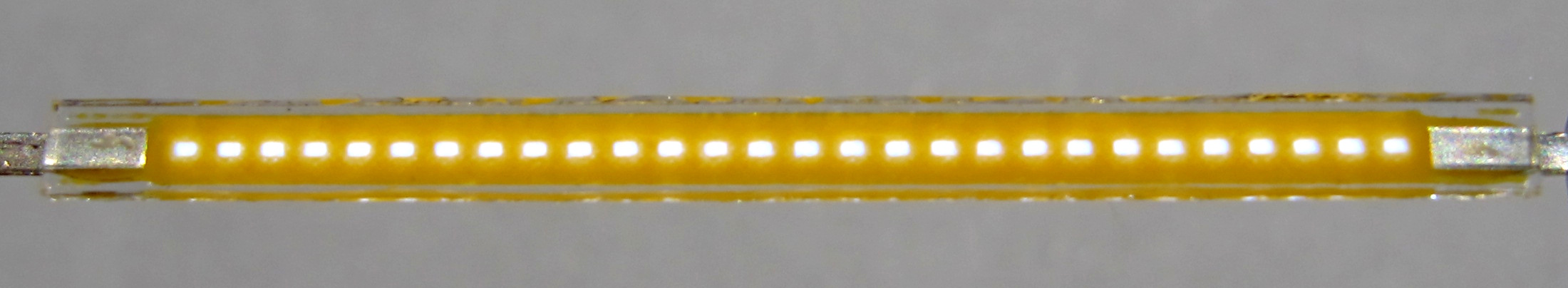
Primer pla d'un filament LED alimentat amb 0,5 mA que revela 28 xips LED individuals sota el compost fluorescent groc. Dimensió del filament LED: 38,5 mm × 2,0 mm.

L'any 2008 Ushio Lighting va produir una bombeta de disseny de filament LED, destinada a imitar l'aspecte d'una bombeta estàndard. Les bombetes contemporànies normalment utilitzaven un únic LED gran o una matriu de LED connectada a un gran dissipador de calor. Com a conseqüència, aquestes bombetes solen produir un feix de només 180 graus d'ample. Cap al 2015, diversos fabricants havien introduït bombetes de filament LED. Aquests dissenys utilitzaven diversos emissors de llum de filament LED, d'aparença similar quan s'encenia al filament d'una bombeta incandescent estàndard, i molt similar en detall als múltiples filaments de les primeres bombetes incandescents d'Edison.
Les bombetes de filament LED van ser patentades per Ushio i Sanyo el 2008. Panasonic va descriure una disposició plana amb mòduls similars als filaments el 2013. El 2014 es van presentar dues sol·licituds de patent independents, però mai es van concedir. Les primeres patents presentades incloïen un drenatge de calor sota els LED. En aquell moment, l'eficàcia lluminosa dels LED era inferior a 100 lm/W. A finals de la dècada de 2010, aquest s'havia elevat a prop de 160 lm/W.

## Disseny
El filament LED consta de múltiples LED connectats en sèrie sobre un substrat transparent, anomenat xip sobre vidre (COG). Aquests substrats transparents estan fets de materials de vidre o safir. Aquesta transparència permet que la llum emesa es dispersi de manera uniforme i uniforme sense cap interferència. Un recobriment uniforme de fòsfor groc en un material aglutinant de resina de silicona converteix la llum blava generada pels LED en llum que s'aproxima a la llum blanca de la temperatura de color desitjada, normalment 2700ºK perquè coincideixi amb el blanc càlid d'una bombeta incandescent. La degradació de l'aglutinant de silicona i les fuites de llum blava són problemes de disseny a les llums de filament LED.
Un avantatge del disseny del filament és una eficiència potencialment més gran a causa de l'ús de més emissors LED amb corrents de conducció més baixes. Un avantatge important del disseny és la facilitat amb què es pot obtenir una il·luminació "global" (360°) gairebé completa a partir de matrius de filaments, però dues zones que emeten menys llum apareixen en diagonal al substrat.
La vida útil dels emissors LED es redueix per les altes temperatures de funcionament. Les bombetes de filament LED tenen molts xips LED més petits i de menor potència que altres tipus, evitant la necessitat d'un dissipador de calor, però encara han de prestar atenció a la gestió tèrmica; es necessiten múltiples camins de dissipació de calor per a un funcionament fiable. La làmpada pot contenir una barreja de gas d'alta conductivitat tèrmica (heli) per conduir millor la calor del filament LED a la bombeta de vidre. Els filaments LED es poden disposar per optimitzar la dissipació de calor. L'esperança de vida dels xips LED es correlaciona amb la temperatura de la unió (Tj); La sortida de llum cau més ràpidament amb el temps a temperatures més altes de la unió. Aconseguir una esperança de vida de 30.000 hores mantenint un flux lluminós del 90% requereix que la temperatura de la unió es mantingui per sota dels 85 °C. També val la pena assenyalar que els filaments LED es poden cremar ràpidament si mai es perd l'ompliment de gas controlat per qualsevol motiu.